# Huandoy (Metro de Lima y Callao)
Huandoy es la segunda futura estación de la línea 3 del Metro de Lima y Callao en Perú. Será construida de manera subterránea en el distrito de Los Olivos.
Tendrá una conexión intermodal con el ferrocarril Barranca - Callao. 